# ノルボルネン
ノルボルネン (norbornene)、別名ノルボルニレン (norbornylene)、ノルカンフェン (norcamphene) は架橋構造を持つ環状炭化水素の一種である。白色の固体で、酸味を帯びた刺激臭を持つ。シクロヘキセンのパラ位をメチレン基で架橋した分子構造を持つ。これはボルネンの3個のメチル基が取り除かれたものと等しい。分子中に含まれる二重結合は強いひずみをうけているため、反応性が高い。
ノルボルネンおよびその誘導体は、シクロペンタジエンとエチレンのディールス・アルダー反応によって作られる。類似する構造を持つ化合物として、炭素骨格が同じで二重結合を二つ有するノルボルナジエン、二重結合がなくすべての結合が飽和しているノルボルナンが知られる。
ノルボルネンは酸触媒による水付加反応を受け、ノルボルネオールを与える。この反応は非古典的イオンを研究するうえで興味がもたれている。

## ポリノルボルネン
ノルボルネンはグラブス触媒などを利用した開環メタセシス重合におけるモノマーとして重要である。ポリノルボルネンは高いガラス転移点と光透過性を持つポリマーである。
開環メタセシス重合のほか、ノルボルネンはビニル付加重合も起こす。
エチリデンノルボルネンはシクロペンタジエンとブタジエンから得られる化合物で、これも重合用のモノマーとして利用される。

## 用途
エチレンなどのように汎用される化合物と比べ、あまり工業的には利用されていない。医薬品中間体、殺虫剤成分、芳香剤成分、有機合成研究などに使われる。環状オレフィン系共重合体として、エチレンなどとの共重合に用いられる。